# Luciano Galbo
Pour les articles homonymes, voir Galbo.
Luciano Galbo, né le 12 avril 1943 à Padoue et mort le 23 septembre 2011 à Trofarello, est un coureur cycliste italien professionnel de 1964 à 1968. Il a gagné une étape du Tour d'Italie en 1965.

## Palmarès

### Palmarès amateur
- 1963
  - Turin-Valtournenche
  - 3e étape du Tour de la vallée d'Aoste
  - 2e du Tour de la vallée d'Aoste

### Palmarès professionnel
- 1964
  - 3e de la Coppa Bernocchi

- 1965
  - 3e étape du Tour d'Italie
  - 2e du Trofeo Laigueglia
  - 3e du Tour du Tessin

- 1967
  - Tour de Vénétie
  - 2e de la Corsa Coppi

## Résultats dans les grands tours

### Tour d'Italie
4 participations
- 1964  : 23e
- 1965  : 21e, vainqueur de la 3e étape,  maillot rose pendant un jour
- 1967  : 35e
- 1968  : 80e